# Ján Šajbidor
Ján Šajbidor (Liptovský Mikuláš, 29 de noviembre de 1982) es un deportista eslovaco que compitió en piragüismo en la modalidad de eslalon. Ganó dos medallas en el Campeonato Europeo de Piragüismo en Eslalon, oro en 2007 y bronce en 2002.

## Palmarés internacional
| Campeonato Europeo | Campeonato Europeo             | Campeonato Europeo | Campeonato Europeo |
| Año                | Lugar                          | Medalla            | Competición        |
| ------------------ | ------------------------------ | ------------------ | ------------------ |
| 2002               | Bratislava (Eslovaquia)        | Medalla de bronce  | K1 por equipos     |
| 2007               | Liptovský Mikuláš (Eslovaquia) | Medalla de oro     | K1 individual      |